# Philautus namdaphaensis
Philautus namdaphaensis é uma espécie de anfíbio da família Rhacophoridae.
Pode ser encontrada nos seguintes países: Índia e possivelmente em Myanmar.
Os seus habitats naturais são: florestas subtropicais ou tropicais húmidas de baixa altitude e matagal húmido tropical ou subtropical.
Está ameaçada por perda de habitat.